# Zephronia tigrina
Zephronia tigrina är en mångfotingart som beskrevs av Butler 1872. Zephronia tigrina ingår i släktet Zephronia och familjen Zephroniidae. Inga underarter finns listade i Catalogue of Life.